# Temporada 1968 del Campeonato de Europa de Rally
La temporada 1968 fue la edición 16º del Campeonato de Europa de Rally. El campeonato contaba con dos calendarios distintos, uno para pilotos y otro para constructores, ambos con distintas pruebas. El de pilotos comenzaba el 20 de enero en el Rally de Montecarlo y finalizaba el 20 de octubre en el Rally de Genève. El certamen de marcas comenzaba el 4 de enero en el KAK Rallyt y finalizaba el 22 de noviembre en el RAC Rally of Great Britain. El ganador del campeonato de pilotos fue Pauli Toivonen que con el Porsche 911 T disputó el calendario completo y logró cuatro victorias y seis podios. Era el segundo finés que lograba el campeonato europeo tras Rauno Aaltonen tres años atrás.

## Calendario

### Campeonato de pilotos
- Calendario del campeonato de pilotos.[1]

| N.º | Fecha                 | Rally                        |
| --- | --------------------- | ---------------------------- |
| 1   | 20-25 de enero        | Rally de Montecarlo          |
| 2   | 4-7 de abril          | Rallye DDR - Pneumant Rallye |
| 3   | 2-5 de mayo           | Wiesbaden Rally              |
| 4   | 30 de mayo-4 de junio | Rally Acrópolis              |
| 5   | 17-20 de julio        | Danube Rally                 |
| 6   | 16-18 de agosto       | Rally 1000 Lagos             |
| 7   | 17-20 de octubre      | Rallye de Genève             |

### Campeonato de constructores
- Calendario del campeonato de constructores.[2]

| N.º | Fecha              | Rally                       |
| --- | ------------------ | --------------------------- |
| 1   | 4-7 de enero       | KAK Rallyt                  |
| 2   | 6-10 de marzo      | Rally de San Remo           |
| 3   | 22-27 de abril     | Internationale Tulpenrallye |
| 4   | 15-19 de mayo      | Österreichische Alpenfahrt  |
| 5   | 5-7 de julio       | Rallye Vltava               |
| 6   | 1-4 de agosto      | Rajd Polski                 |
| 7   | 10-13 de octubre   | RACE Rallye de España       |
| 8   | 15-22 de noviembre | RAC Rally of Great Britain  |

## Resultados

### Campeonato de pilotos
| Pos. | Piloto             | MON | DDR | WIE | GRE | DAN | FIN | GEN | Puntos |
| ---- | ------------------ | --- | --- | --- | --- | --- | --- | --- | ------ |
| 1.   | Pauli Toivonen     | 2   | 1   | 1   | 3   | 1   | Ret | 1   | ?      |
|      | Hannu Mikkola      | 9   |     |     | Ret |     | 1   |     | ?      |
|      | Vic Elford         | 1   |     |     |     |     |     |     | ?      |
|      | Roger Clark        |     |     |     | 1   |     |     |     | ?      |
|      | Sobieslaw Zasada   | 60  | 2   | 2   | 2   |     |     |     | ?      |
|      | Bengt Söderström   | 11  |     |     | 4   |     | 3   |     | ?      |
|      | Rauno Aaltonen     | 3   |     |     | 5   |     |     |     | ?      |
|      | Antoni Weiner      | 50  | 3   | 9   |     |     |     |     | ?      |
|      | Jean-François Piot | Ret |     | 3   |     |     |     |     | ?      |
|      | Simo Lampinen      |     |     |     |     |     | 2   |     | ?      |
|      | Vic Dietmayer      |     | 10  |     |     | 3   |     |     | ?      |
|      | Lucien Bianchi     | 59  |     |     |     |     |     | 2   | ?      |